# Balthazar Trouillet
Balthazar Trouillet, né le 7 novembre 1734 à Charlieu (Loire) et mort le 6 messidor an X (25 juin 1802) à Saint-Bonnet-de-Cray (Saône-et-Loire), est un homme politique français, député du tiers état aux États généraux de 1789.

## Biographie
Balthazar Trouillet naît le 7 novembre 1734 à Charlieu.
Négociant à Charlieu, il est élu 4 avril 1789 député du tiers état aux États généraux de 1789 pour la sénéchaussée de Lyon,,,.
Il prête le serment du Jeu de Paume et ne joue ensuite qu'un rôle mineur jusqu'à la dissolution de l'Assemblée nationale constituante le 30 septembre 1791,.
Il meurt le 6 messidor an X (25 juin 1802) à Saint-Bonnet-de-Cray (Saône-et-Loire),.